# Hedyosmum purpurascens
Hedyosmum purpurascens är en växtart i Chloranthaceae familjen. Det är endemisk för Ecuador.